# Паметник на победата в Освободителната война
Паметникът на победата в Освободителната война (на естонски: Vabadussõja võidusammas) е паметник на Площада на свободата в Талин, Естония.
Изграждането на паметник на загиналите по време на Естонската освободителна война от 1918-1920 година възниква през 1930-те години, но нейното осъществяване е осуетено от присъединяването на страната към СССР. Проектът е подновен след възстановяването на независимостта на Естония, паметникът е открит през 2009 година.
Паметникът представлява правоъгълен монолитен стълб, облицован със стъклени плочи, върху който е поставен модел на Кръстът на свободата – военно отличие, използвано по време на Освободителната война. Височината на паметника е 23,5 m.